# Jezus (traditioneel-christelijk)

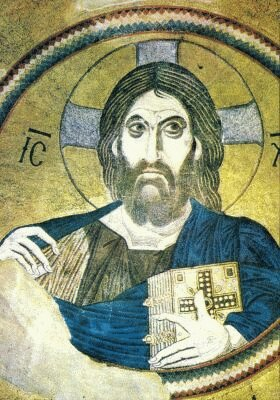
Elfde-eeuws mozaïek van Christus-Pantocrator in Dafni, Athene

De traditioneel-christelijke benadering van Jezus (Oudgrieks: Ἰησοῦς) is de visie van de (orthodox-christelijke) traditie van het christendom, namelijk dat hij de Zoon van God is en daarmee deel uitmaakt van de goddelijke drie-eenheid of triniteit. In de traditioneel-christelijke benadering wordt Jezus aangeduid als Jezus Christus; soms ook als Jezus de Messias. Het unitarisme is daarentegen een christelijke stroming die de leer van de goddelijke drie-eenheid verwerpt.
Het gaat hierbij om de opvattingen zoals die feitelijk in diverse kerkgenootschappen heersen. Dit staat geheel los van het historisch-kritisch onderzoek naar de historische persoon van Jezus.

## Christelijke visie
Volgens de christelijke leer is Jezus de eniggeboren Zoon van God en de door God in het Oude Testament (Tenach) bij monde van de profeten beloofde messias (o.a. Jesaja 53:3 en verder), de Gezalfde van God, die de mensen verlost van hun zonden en de harmonie tussen God en mensen, die verbroken was als gevolg van de zondeval van de eerste mensen in het paradijs, herstelt.
Volgens de Bijbel is Jezus geboren om de mensen te redden van hun zonden.
Volgens de uitleg in de evangeliën maakte zijn dood de verzoening met God de Vader mogelijk, doordat hij de straf voor de zonden van de mensheid op zich nam: Jezus is "het Lam van God dat de zonden van de wereld wegneemt." De opvatting dat Jezus met zijn kruisdood de mens verzoent met God, wordt beschreven als verzoeningsleer. Het abrahamitische principe van de rechtvaardiging door geloof kreeg daardoor een nieuwe betekenis: ieder die Jezus navolgt, zal voor God gerechtvaardigd (gerehabiliteerd) zijn.
Centraal in de theologie van het christendom staan: de in het Nieuwe Testament beschreven geboorte van Jezus (Kerstmis), zijn dood aan het kruis (Goede Vrijdag), de opwekking uit de dood (Pasen), de hemelvaart (Hemelvaartsdag), het neerdalen van de Heilige Geest op zijn discipelen (Pinksteren) en de terugkeer (de Wederkomst).
De opstanding uit de dood wordt door de meeste christenen letterlijk genomen. Deze gebeurtenis neemt in het christendom een cruciale plaats in, omdat het voor hen de uiteindelijke overwinning over de dood, en daarmee een open toekomst, tot uitdrukking brengt. Ook Paulus noemt in zijn eerste brief aan de christenen van Korinthe de letterlijk genomen opstanding van Jezus het centrale punt in het evangelie: "als Christus niet is opgewekt, is uw geloof nutteloos". Met andere woorden: het hele christelijke geloof staat of valt met de opstanding. Het is daarmee een zeer belangrijk symbool van de hoop op 'nieuw leven', 'leven na dit leven' en 'eeuwigheid bij God'.

## Levensloop van Jezus volgens de Bijbel

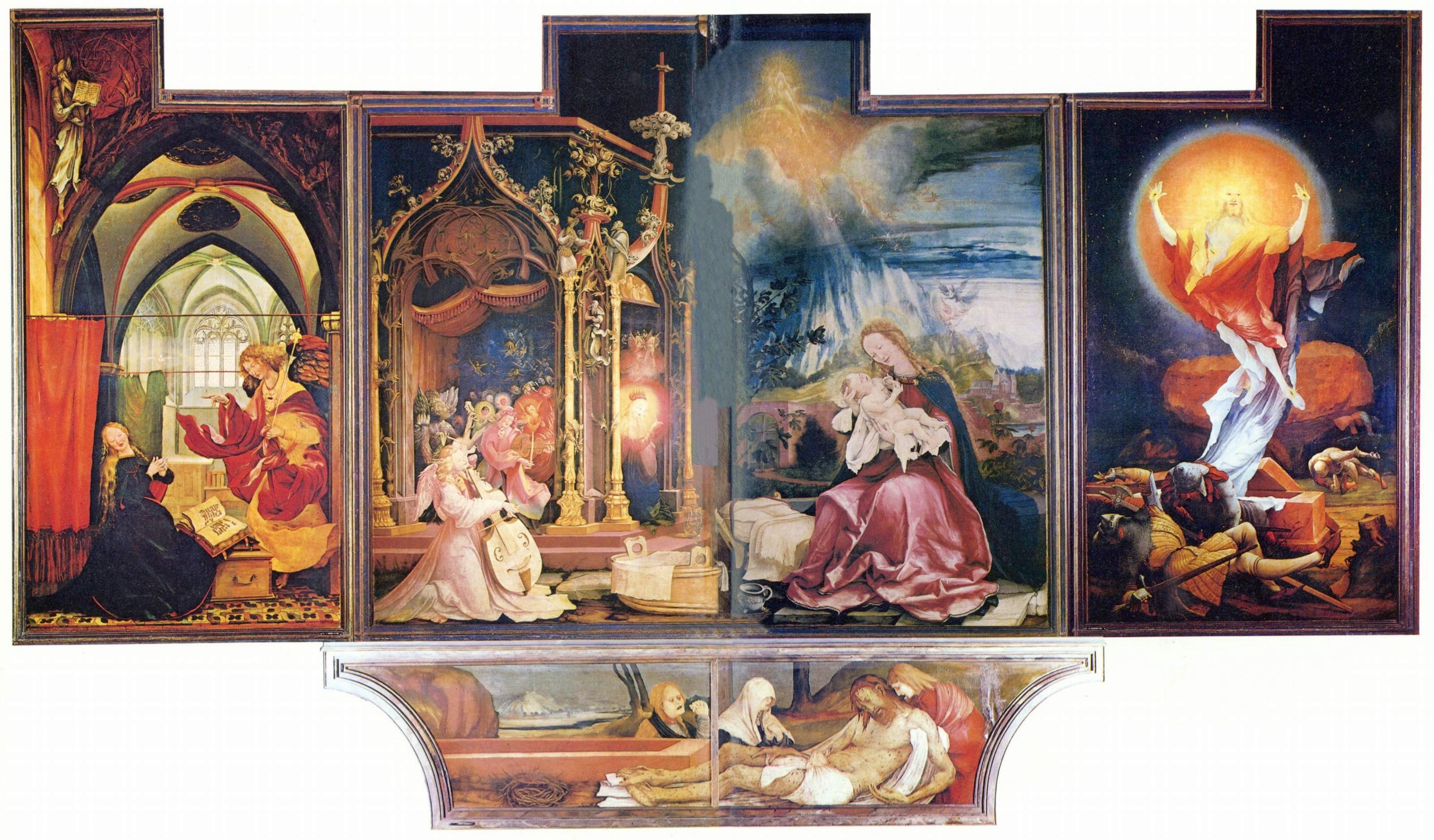
Het Isenheimer altaar, met scènes uit het levensverhaal van Jezus, door Matthias Grünewald (1512-1516)

Om het levensverhaal van Jezus te reconstrueren gebruiken christenen de teksten die gaandeweg deel zijn gaan uitmaken van het Nieuwe Testament uit de Bijbel, en dan vooral de vier evangeliën: Matteüs, Marcus, Lucas en Johannes. Elk evangelie heeft een eigen karakter. Het Johannes-evangelie wijkt het sterkst af. Hoewel een aantal verhalen bijna letterlijk overeenkomt, vooral bij Matteüs en Marcus, komen andere gebeurtenissen slechts in één of twee van de evangeliën voor.
De vier evangeliën gezamenlijk bevatten voor 4% verhalen over de geboorte en jeugd van Jezus, voor 62% verhalen over het optreden van Jezus inclusief de leer van Jezus (dat loopt door elkaar) en voor 32% het verhaal over de kruisiging en opstanding. Daarnaast zijn er nog enkele inleidende stukken die niet over Jezus' levensbeschrijving als zodanig gaan (de geslachtsregisters, het optreden van Johannes de Doper, de proloog van het evangelie van Johannes).

### De geboorte van Jezus

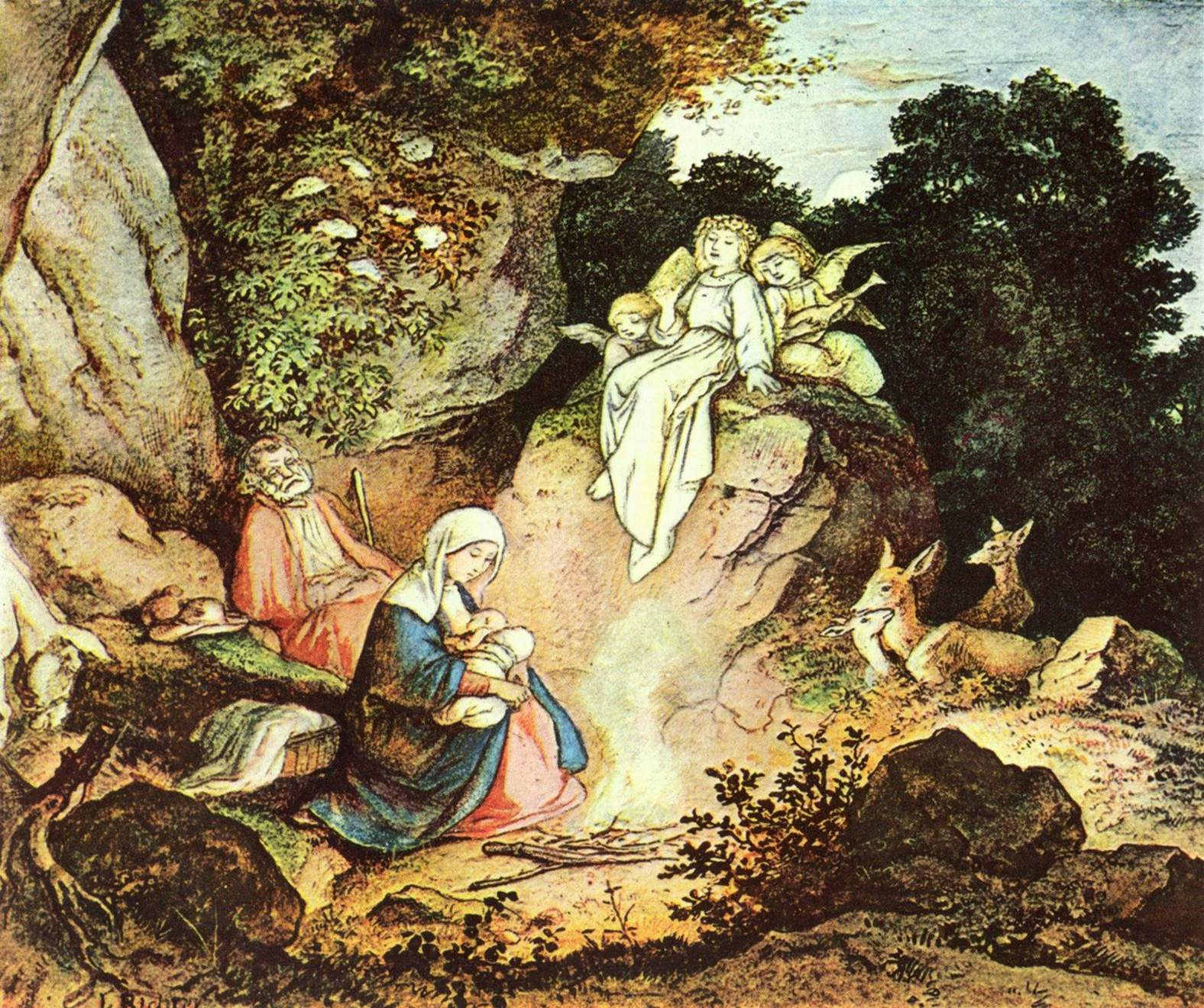
Rust tijdens de vlucht (naar Egypte) van Adrian Ludwig Richter

Volgens het Evangelie van Lucas woonden Jozef en Maria in Nazareth in de streek Galilea gelegen in het noorden van Israël, maar werd Jezus in Bethlehem (de stad van David) geboren, omdat omstreeks die tijd een Romeinse volkstelling werd gehouden.
Iedere inwoner van het gebied waar Herodes de Grote (37 - 4 v. C.), de Romeinse vazalkoning, regeerde moest zich laten inschrijven in de oorspronkelijke geboortestad van de voorvaderen. Jozef, de verloofde van Maria, was een Judeeër die van koning David afstamde. Hij kwam oorspronkelijk uit Bethlehem. Daarom moest hij met Maria, die hoogzwanger was, naar Bethlehem reizen om zich te laten registreren. Ze probeerden daar onderdak te vinden. De herberg was overvol. Uiteindelijk werd Jezus geboren in een ruimte waar een voederbak (kribbe is een oud woord hiervoor) stond, wat volgens traditionele interpretaties betekent dat deze ruimte een veestal moet zijn geweest.
Jozef en Maria kregen vervolgens bezoek van plaatselijke herders, die door een menigte engelen van de geboorte van de Messias op de hoogte waren gesteld.
Volgens het Evangelie van Matteüs kregen zij later bezoek van wijzen (Nieuwe Bijbelvertaling: magiërs, wat juister vertaald is) uit het Oosten, geleerden die een verre reis hadden ondernomen om de, door een nieuw ontdekte ster aangegeven, geboorte van een koning te verifiëren. Het aantal wijzen wordt niet genoemd in de Bijbel.
Herodes I was de koning van de vazalstaat Judea van het Romeinse Rijk. De wijzen brachten hem een bezoek ter nadere oriëntatie, omdat zij uit de stand van de ster begrepen dat er een koningszoon geboren moest zijn. Herodes ontbood daarop een aantal schriftgeleerden om nauwkeurig na te gaan in welke plaats deze koning kon zijn geboren. De schriftgeleerden konden op grond van een passage uit het oudtestamentische boek van de profeet Micha, aan de koning meedelen dat het om Bethlehem ging.

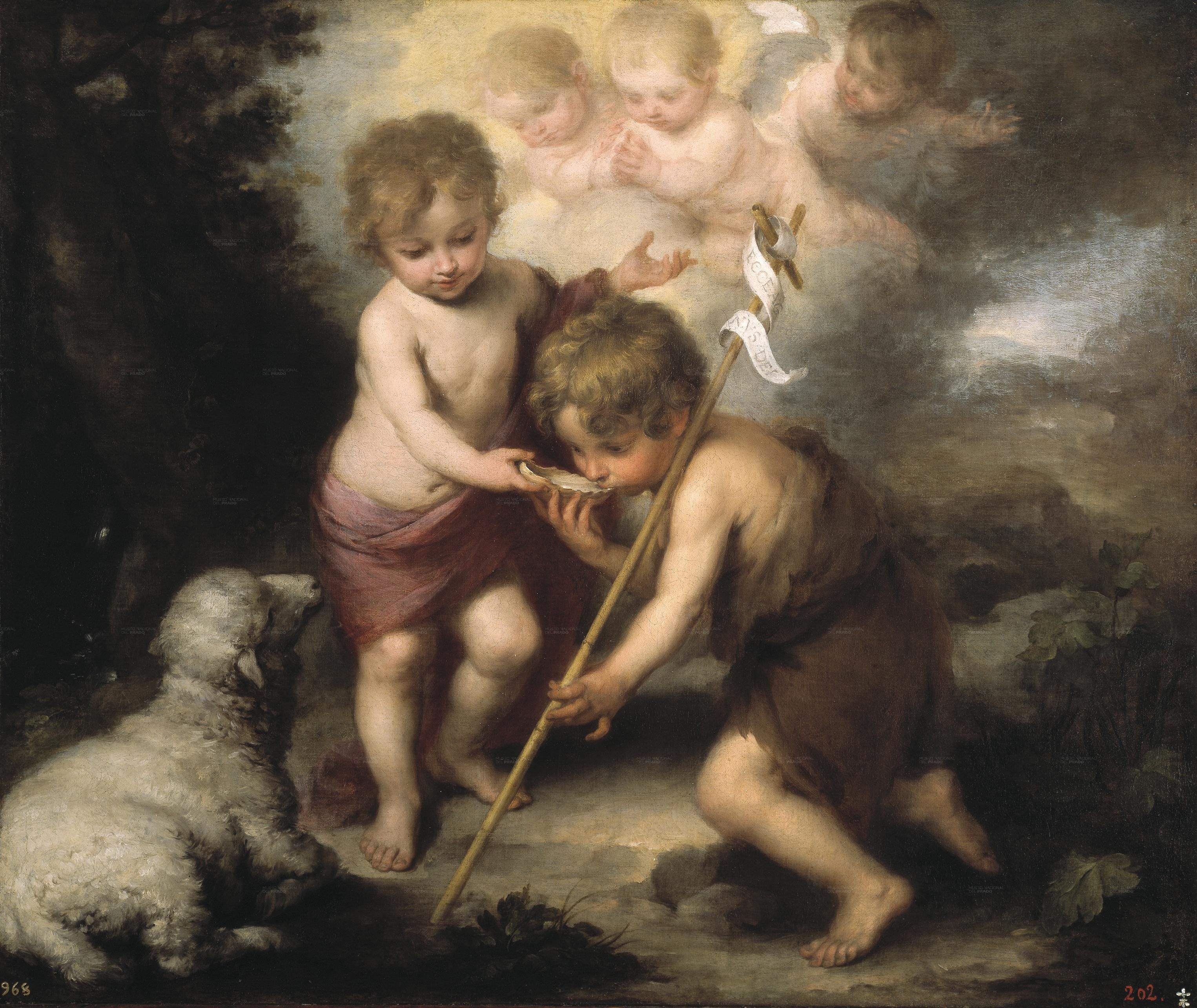
Jezus en Johannes de Doper als kind van Bartolomé Murillo

Herodes liet de wijzen beloven hem te vertellen waar deze koning zich precies bevond, wanneer zij hem hadden gevonden. Herodes was namelijk direct beducht voor zijn troon toen hij vernam dat er een mogelijke concurrent was geboren en wilde dit gevaar in de kiem smoren. De wijzen werden echter in een droom gewaarschuwd dat Herodes kwaad in de zin had. Daarom gingen zij, nadat zij Jezus en zijn ouders hadden bezocht, via een omweg terug naar waar zij vandaan waren gekomen. Als voorzorgsmaatregel liet Herodes toen alle kinderen in Bethlehem van twee jaar en jonger vermoorden. Deze gebeurtenis staat bekend als de kindermoord van Bethlehem. Maar Jezus ontsnapte aan deze moordpartij, doordat zijn ouders tijdig met hem naar Egypte waren gevlucht, na in een droom te zijn gewaarschuwd. Na de dood van Herodes keerden zij niet naar Judea terug, maar zij trokken naar Galilea en vestigden zich toen in de Galilese plaats Nazareth.

#### Dateren van de geboorte van Jezus
Aangezien Jezus werd geboren toen Herodes de Grote nog leefde, moet hij uiterlijk 4 v.Chr. zijn geboren. Omdat Herodes alle kinderen van twee jaar en jonger liet vermoorden, wordt het geboortejaar van Jezus traditioneel geplaatst tussen 6 v.Chr. en 4 v.Chr.

### De jeugd van Jezus
Over de jeugd van Jezus staat weinig in de Bijbel. Het Israëlitische gezin woonde in het dorp Nazareth in de provincie Galilea. De Bijbel verhaalt dat de jonge Jezus naar joods gebruik op de achtste dag werd besneden en werd opgedragen aan God in de tempel. Nadat zijn ouders hem op twaalfjarige leeftijd, bij een bezoek aan Jeruzalem, kwijtraakten en vervolgens terugvonden in de Tempel in Jeruzalem, waar hij discussieerde met de daar aanwezige schriftgeleerden, begrepen zij niet wat hij zei: "Wist U niet dat ik in het huis van mijn Vader moest zijn" (Lukas 2:49). Verder is in het Evangelie van Lucas te lezen dat hij opgroeide, krachtig en wijs werd, en dat de genade Gods op hem was. Hij was dus niet wijs omdat hij Gods Zoon is, maar moest dit leren. Dat zegt ook Hebreeën 5:8: “heeft Hij toch gehoorzaamheid geleerd uit wat Hij heeft geleden”. Lukas 3:23 vertelt dat hij ongeveer dertig jaar was toen hij aan zijn openbare optreden begon.
Jezus groeide op met familie. Hij wordt, tijdens zijn prediking in zijn geboortestreek, de timmerman genoemd en men somt zijn verwanten op: Jacob, Jozef, Simeon en Juda en niet met name genoemde vrouwen. Deze worden zijn "broers en zussen" genoemd. Er is echter een overlevering die teruggaat tot de derde eeuw, dat Maria altijd maagd is gebleven. In dat geval zijn het óf kinderen uit een eerder huwelijk van Jozef geweest, óf verdere verwanten. De evangelisten vertellen dat Jezus' broers pas na zijn opstanding in hem gingen geloven. Omdat Jozef in de evangeliën geheel buiten beeld blijft, neemt men aan dat hij overleden is voor Jezus zijn prediking begon. Het gebruikte woord voor timmerman, tektoon, kan ook een andere werksoort in de bouw betekenen, bijvoorbeeld aannemer.

### Het openbare optreden van Jezus

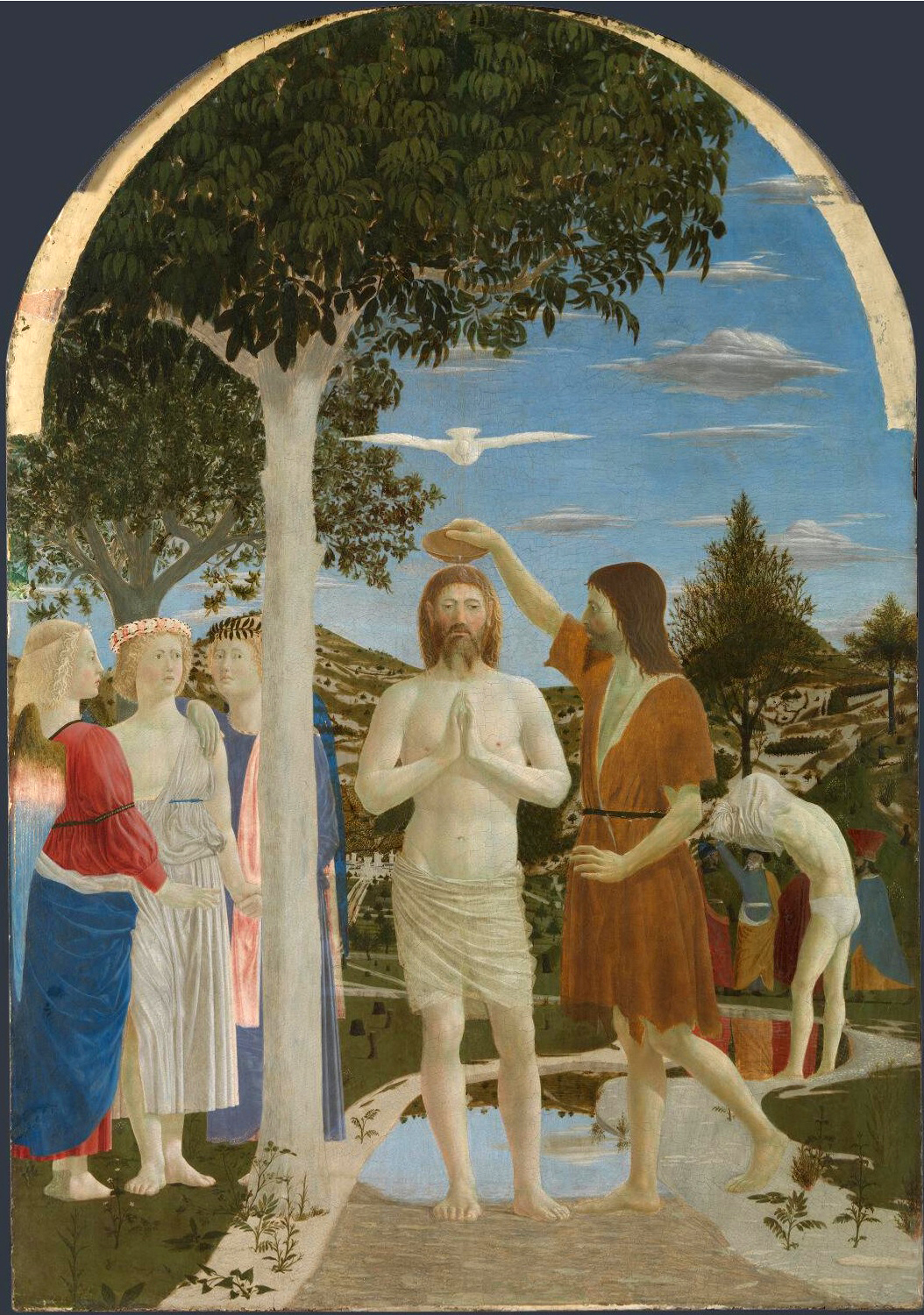
Jezus door Johannes de Doper gedoopt van Piero della Francesca

Het openbaar optreden van Jezus (door alle vier evangelisten beschreven) begint bij Johannes de Doper. Deze verzamelt veel aanhang bij de Jordaan en roept de mensen op tot berouw over hun zonden en tot bekering met het oog op het laatste oordeel en de naderende eindtijd. Sommige volgelingen van Johannes de Doper horen kennelijk bij de latere discipelen van Jezus. Ook Jezus laat zich door hem dopen, waarbij hij de Heilige Geest van God ontvangt in de gedaante van een duif welke Johannes op hem ziet neerdalen.

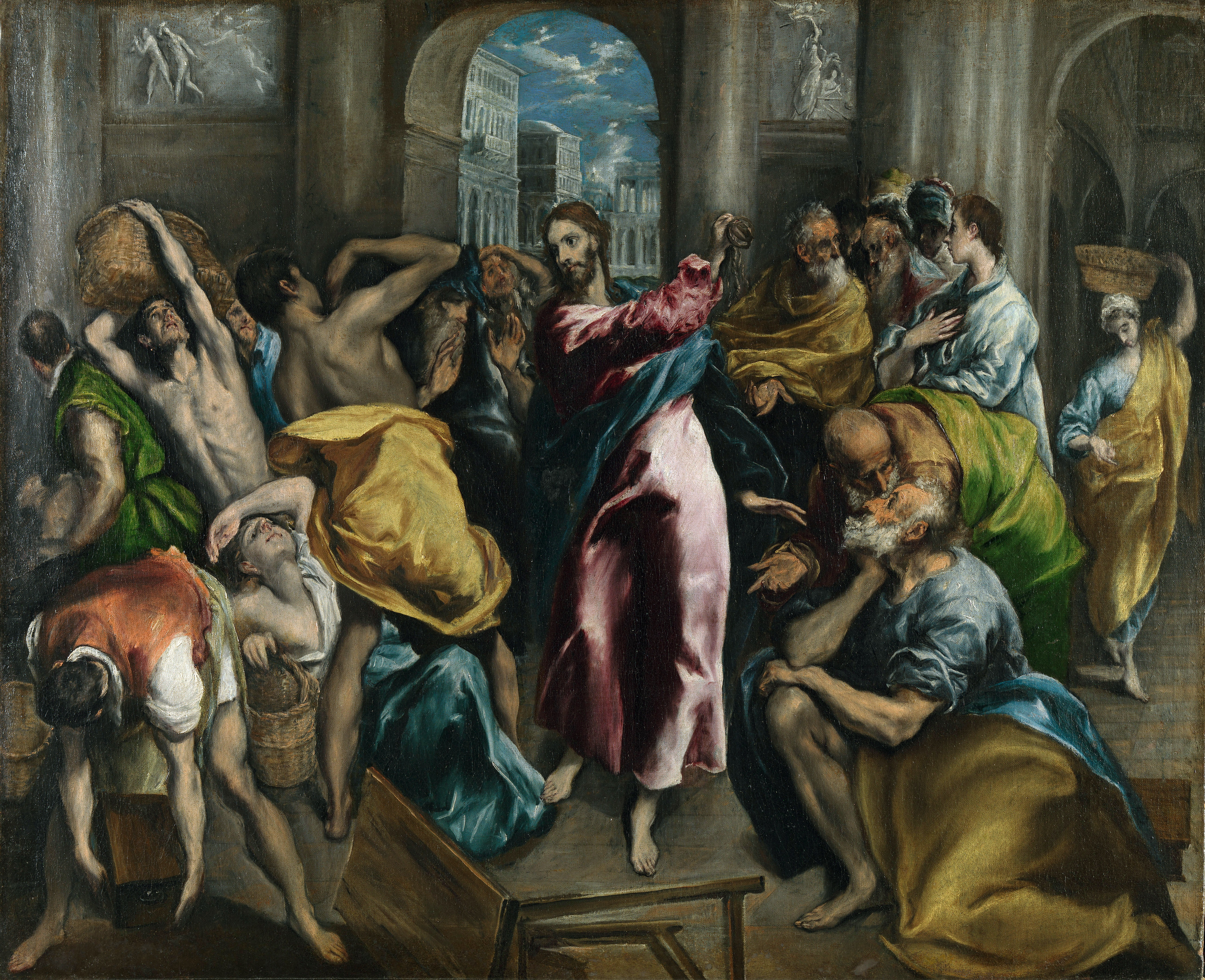
Jezus verjaagt geldwisselaars en kooplieden van het tempelplein- El Greco

Als Johannes de Doper later gevangengenomen en onthoofd wordt door koning Herodes Antipas (zoon van Herodus I), neemt Jezus zijn taak over. In tegenstelling tot Johannes predikt Jezus niet het oordeel maar de genade van God. De evangeliën verhalen over de tijd dat Jezus als een religieuze leraar en prediker door het door de Romeinen bezette Judea reist. Daarbij begon hij in Galilea en predikte in synagogen, maar ook op allerlei plaatsen in de buitenlucht. Hij ging onder meer ook openlijk om met algemeen geminachte mensen, zoals prostituees en tollenaars (belastinginners), in de ogen van de traditionele gelovigen verschoppelingen.
Zijn vriendelijkheid jegens deze twee groepen, de belastinginners en de prostituees, maakt hem tot een onbegrepen en omstreden persoon, die vooral werd gehekeld door de farizese schriftgeleerden, de meest fanatieke geloofsijveraars die dweepten en pronkten met de meest strikte naleving van de religieuze regels, zoals de joodse  reinheidsregels. Hij toont zich ook barmhartig jegens de overspelige vrouw uit Johannes 8:1-11, bezoekt de tollenaar Levi in Marcus 2:13-17, en in Lukas 19:1-10 inspireert hij de tollenaar Zacheüs ertoe de helft van zijn bezittingen aan de armen te schenken.
Deze vriendelijkheid wordt echter door de gevestigde religieuze leiders geïnterpreteerd als een zwakte of zelfs een schande. Als een prostituee bijvoorbeeld Jezus' voeten komt zalven met parfum, spotten de religieuze leiders: "Als deze man echt een profeet was, zou hij weten dat de vrouw die hem aanraakte een zondares was" (Lucas 7:39).
Destijds werden prostituees en tollenaars door de joden en vooral door de priesters en schriftgeleerden tot de grootste zondaars gerekend. Een prostituee zou profiteren van de laagste en meest primitieve menselijke verlangens - lust - om daarmee de kost te verdienen. Niet alleen dompelden prostituees zich volgens de gelovige joden onder in zonde en zelfs hun aanwezigheid zou ook anderen tot zonde verleiden.
Velen onder het gewone volk meenden dat belastinginners hun geweten zouden hebben ingewisseld voor het geld. De tollenaars werden echter niet betaald door de overheid, maar verdienden hun loon door burgers -in de beleving van deze belastingbetalers vaak "te veel" - belasting te laten betalen. Belastinginners hadden een slechte naam en werden vaak voor leugenaars en dieven gehouden, die meer om geld gaven dan om gerechtigheid of hun medemensen.
Ondanks hun verschillen hadden prostituees en tollenaars één ding met elkaar gemeen: ze konden niet verbergen dat ze zogenaamd zondaars zouden zijn. Iedereen kon de bezoekers zien binnengaan in de woning van een prostituee en de belastingbetaler zien betalen aan de tollenaars. Vanwege de aard van hun werk konden de beoefenaars van deze beroepen hun "ware aard" niet verbergen voor anderen of, belangrijker nog, voor zichzelf: dit was het bijzondere aan tollenaars en prostituees, dat ze hun versmade praktijken niet voor anderen en zichzelf kunnen verbergen. De prostituees en tollenaars met wie Jezus omgaat en over wie schande wordt gesproken door de religieuze fanatici, zijn ofwel actief naar hem op zoek (Lukas 15:1) of blij verrast door zijn aanwezigheid (Lukas 19:5-6).
De religieuze leiders en hun volgelingen die aanstoot nemen aan het begrip en de vergevingsgezindheid van Jezus jegens de tollenaars en prostituees zijn volgens hem daarentegen grotere zondaars, aangezien ze immers heimelijk tevreden zijn met hun zonden en hun eigen zondige natuur zelfs ontkennen (Matteüs 21:31-33).
In de Bijbelse teksten wordt aan Jezus het verrichten van vele wonderen toegeschreven: hij genas mensen van allerlei ziekten, dreef demonen uit en wekte doden op; hij liep over het water en kalmeerde een storm; hij veranderde water in wijn en voedde vijfduizend toehoorders met vijf broden en twee vissen; hij verjoeg geldwisselaars en kooplieden van het tempelplein. Hij ging vaak in discussie met joodse geleerden. Regelmatig zocht hij de eenzaamheid op om tot zijn Vader (God) te bidden.
Hij reisde niet alleen maar hij koos twaalf mannen die zijn discipelen (leerlingen) en later, na zijn dood apostelen (boodschappers) worden genoemd. De meesten van hen waren vissers uit Galilea, die hem vergezelden en die hij onderwees in zijn leer. Drie van hen, Petrus, Johannes en Jakobus, stonden naar het lijkt dichter bij Jezus dan de anderen. Aanwijzing hiervoor is het feit dat deze drie de enige getuigen waren van enkele bijzondere gebeurtenissen. Bijvoorbeeld bij gedaanteverandering van Jezus (de verheerlijking op de berg), waarbij Mozes en Elia aan hen verschenen en een stem uit een stralende wolk hen opriep om naar Jezus te luisteren: "Dit is Mijn geliefde Zoon, in hem vind ik vreugde. Luister naar hem." Deze drie waren ook de enige discipelen die aanwezig mochten zijn bij de opwekking van het dochtertje van Jaïrus uit de dood. Behalve de twaalf discipelen volgde een groot aantal andere mannen en vrouwen Jezus op zijn voettochten door het land. De discipel Judas Iskariot bleef hem echter niet trouw.

### Arrestatie

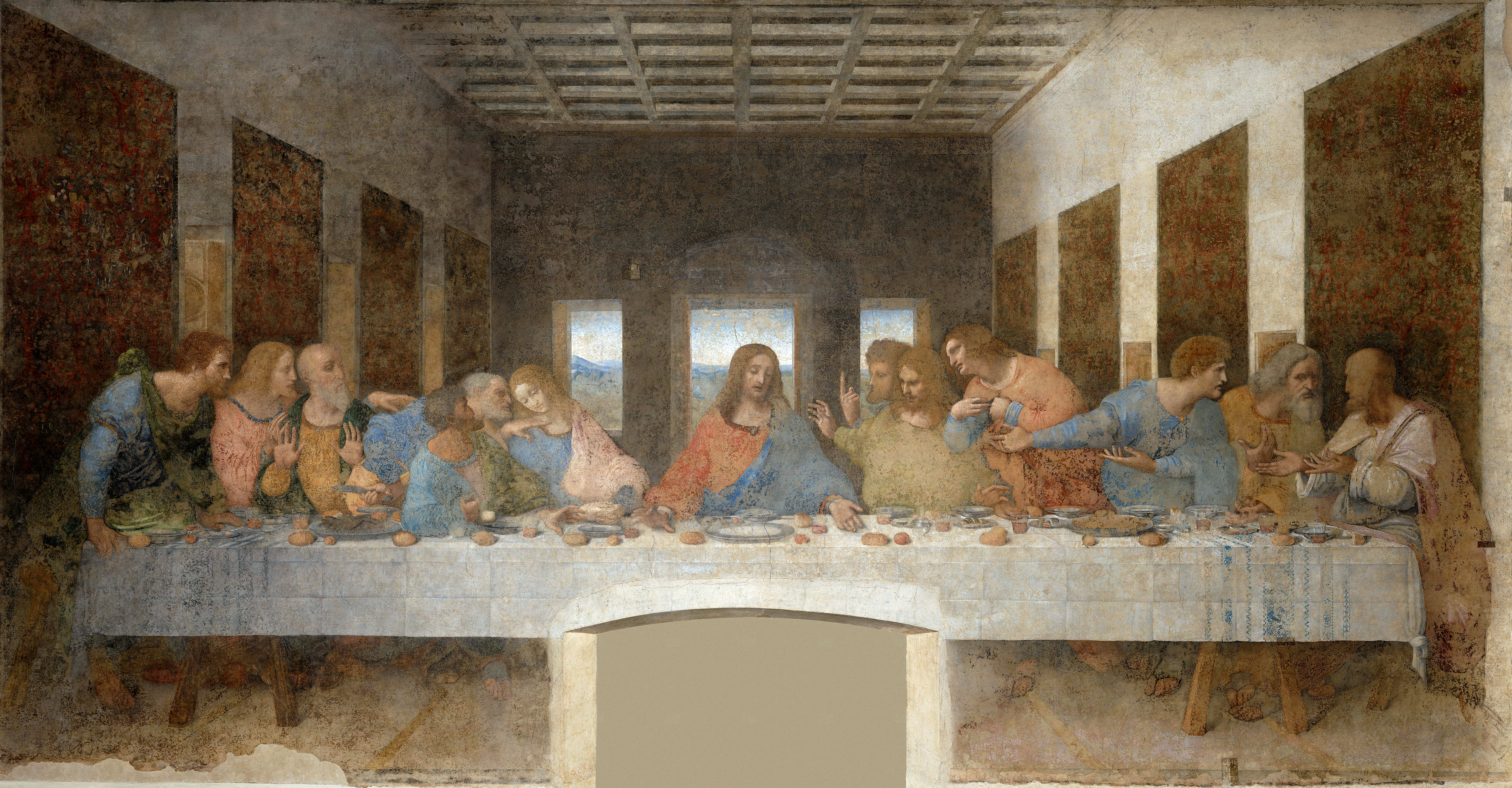
Het laatste avondmaal van Leonardo da Vinci (1452-1519)

In Jeruzalem, vlak voor Pesach (joods paasfeest), heeft Judas Iskariot, een van de discipelen, tegen betaling van dertig zilverlingen, Jezus uitgeleverd aan de joodse hogepriesters. De arrestatie vond plaats vlak na het Laatste Avondmaal dat Jezus met zijn discipelen gevierd had en waarbij hij hun voeten had gewassen. Een in hun ogen uitzonderlijke daad van nederigheid.
Jezus werd midden in de nacht gearresteerd in de Hof van Getsemane, een olijfboomgaard vlak buiten de muren van Jeruzalem.

### Rechtszaak
Hij werd verhoord door het Sanhedrin, de joodse Raad van oudsten, de overpriesters en Schriftgeleerden (met als voorzitter hogepriester Kajafas), vervolgens door de Romeinse praefectus Iudaeae Pontius Pilatus, tetrarch Herodes Antipas en opnieuw Pilatus, waarbij hij beschuldigd werd van godslasterlijke uitspraken. Hoewel Pilatus geen grond voor de doodstraf kon vinden, gaf hij toe aan de druk van joodse leiders, en veroordeelde hij hem tot kruisiging, een in die tijd gebruikelijke, maar bijzonder wrede vorm van doodstraf voor oproerkraaiers.

### Kruisiging
Het vonnis werd voltrokken op een heuvel die Golgotha (Aramees voor Schedelplaats) heette. Met Jezus werden ook twee andere veroordeelden gekruisigd. Boven zijn hoofd bevestigde men een bordje met de tekst: "Iesus Nazarenus Rex Iudaeorum" (Jezus van Nazareth, koning der joden), op veel schilderijen weergegeven als "INRI".

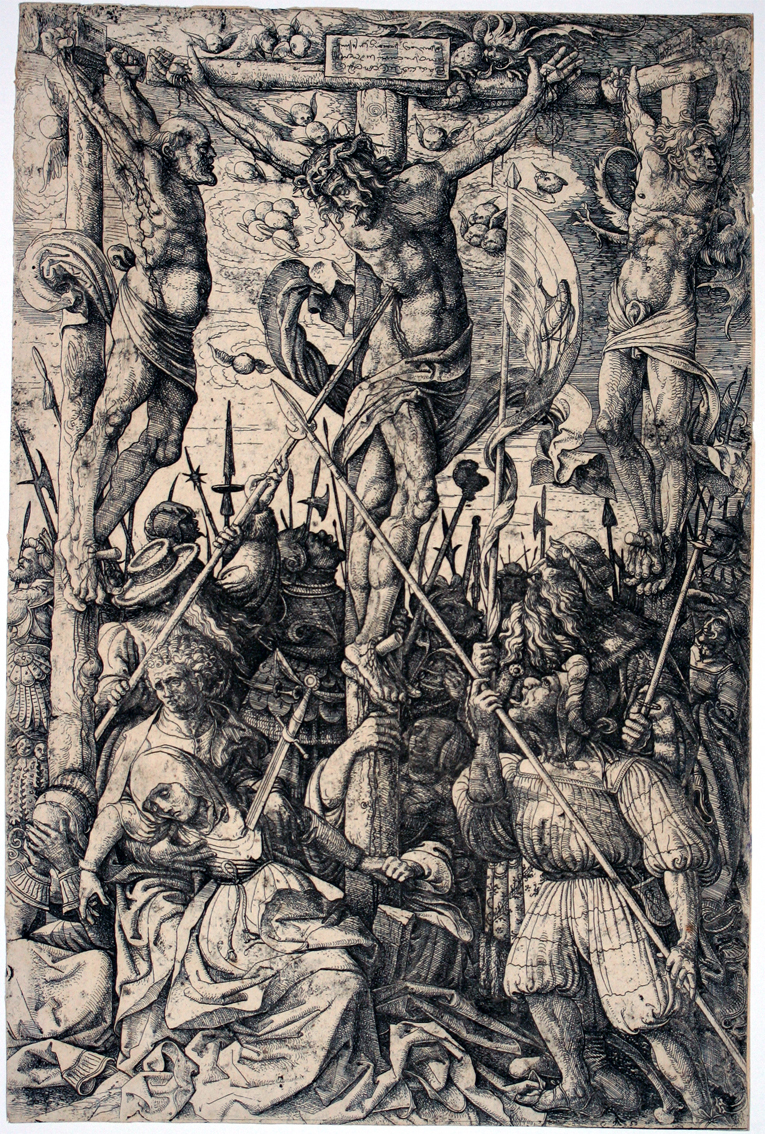
Jezus aan het kruis van Daniel Hopfer

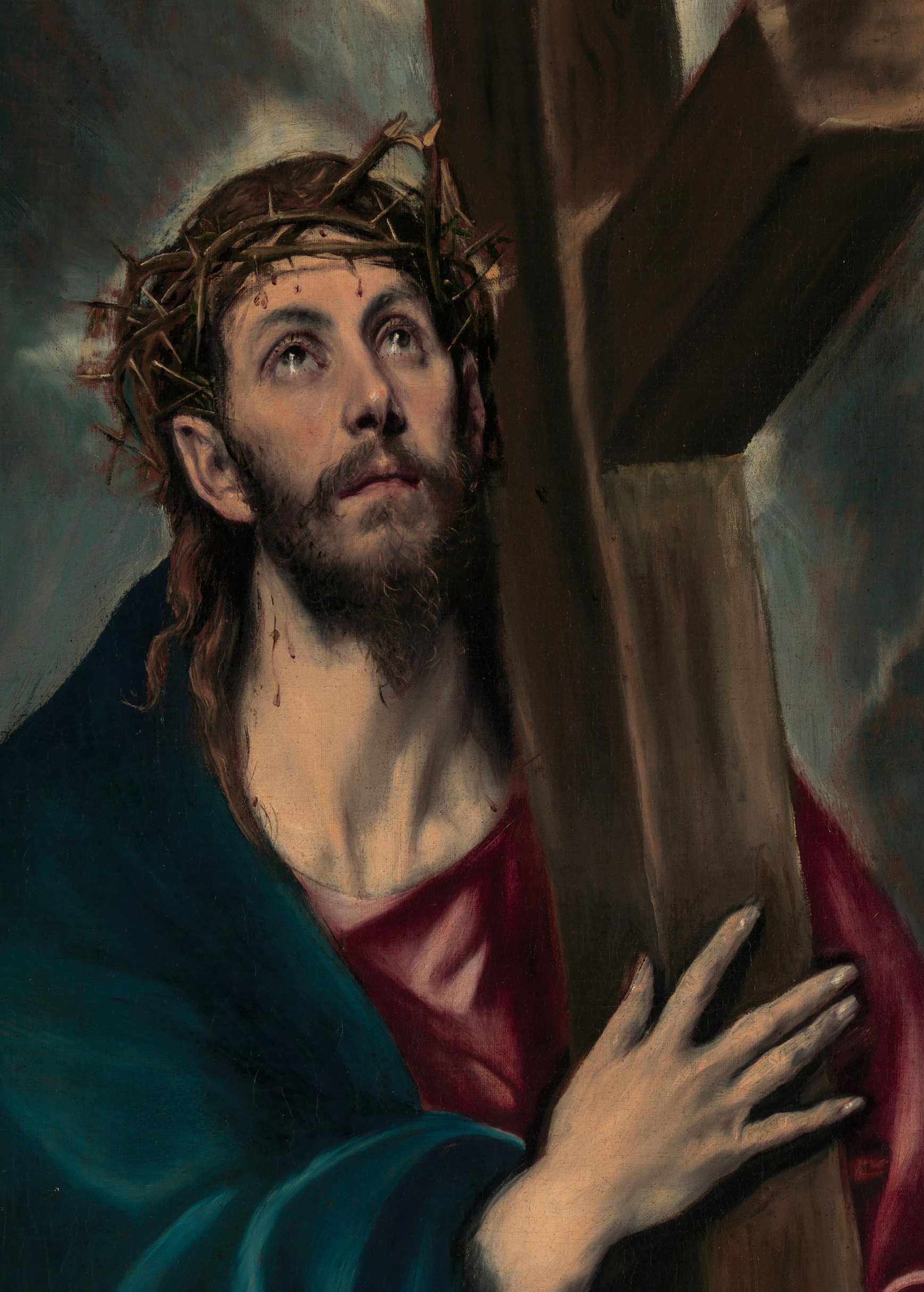
Jezus draagt zijn kruis van El Greco

Zijn doodsstrijd duurde zes uur, van 's ochtends negen tot 's middags drie uur (in die tijd heette dat het derde tot het negende uur van de dag). Jezus uitte tijdens die zes uren verschillende zogenaamde kruiswoorden. Omstreeks het middaguur viel er duisternis over het hele land, die drie uur aanhield. Toen Jezus na het uiten van "Het is volbracht" stierf en de geest gaf, vond een aardbeving plaats, die alleen door de evangelist Matteüs vermeld wordt, waarbij de graven werden geopend en de lichamen van veel gestorven heiligen tot leven werden gewekt. Ook scheurde het voorhangsel, het afscheidingsgordijn tussen het Heilige en het Heilige der Heiligen in de tempel, middendoor, van boven naar beneden.
Om de dood van de twee andere veroordeelden te bespoedigen (op verzoek van de joden wegens de naderende sabbat) zonder die direct te laten intreden werden hun benen gebroken, zodat ze daar niet meer op konden steunen. Dit gebeurde niet bij Jezus omdat die al overleden was.

### Plaatsing van het lichaam in een grot
Het van windsels en kruiden voorziene, maar nog niet gebalsemde lichaam van Jezus, werd begraven in een ongebruikt privégraf van de rijke Jozef van Arimathea. Een zware grafsteen werd ervoor gerold en de steen werd verzegeld.
De joodse Raad vroeg aan de Romeinse gezaghebber een wacht om bij het graf alles in het oog te houden, omdat men vreesde dat de volgelingen van Jezus zijn lichaam zouden stelen om te kunnen beweren dat hij was opgestaan uit de dood. Het was bij velen bekend dat Jezus bij zijn leven al voorspelde dat hij gedood zou worden maar op de derde dag daarna zou herrijzen uit de dood. Pilatus stelde dan ook enige Romeinse soldaten ter beschikking om het graf te bewaken.

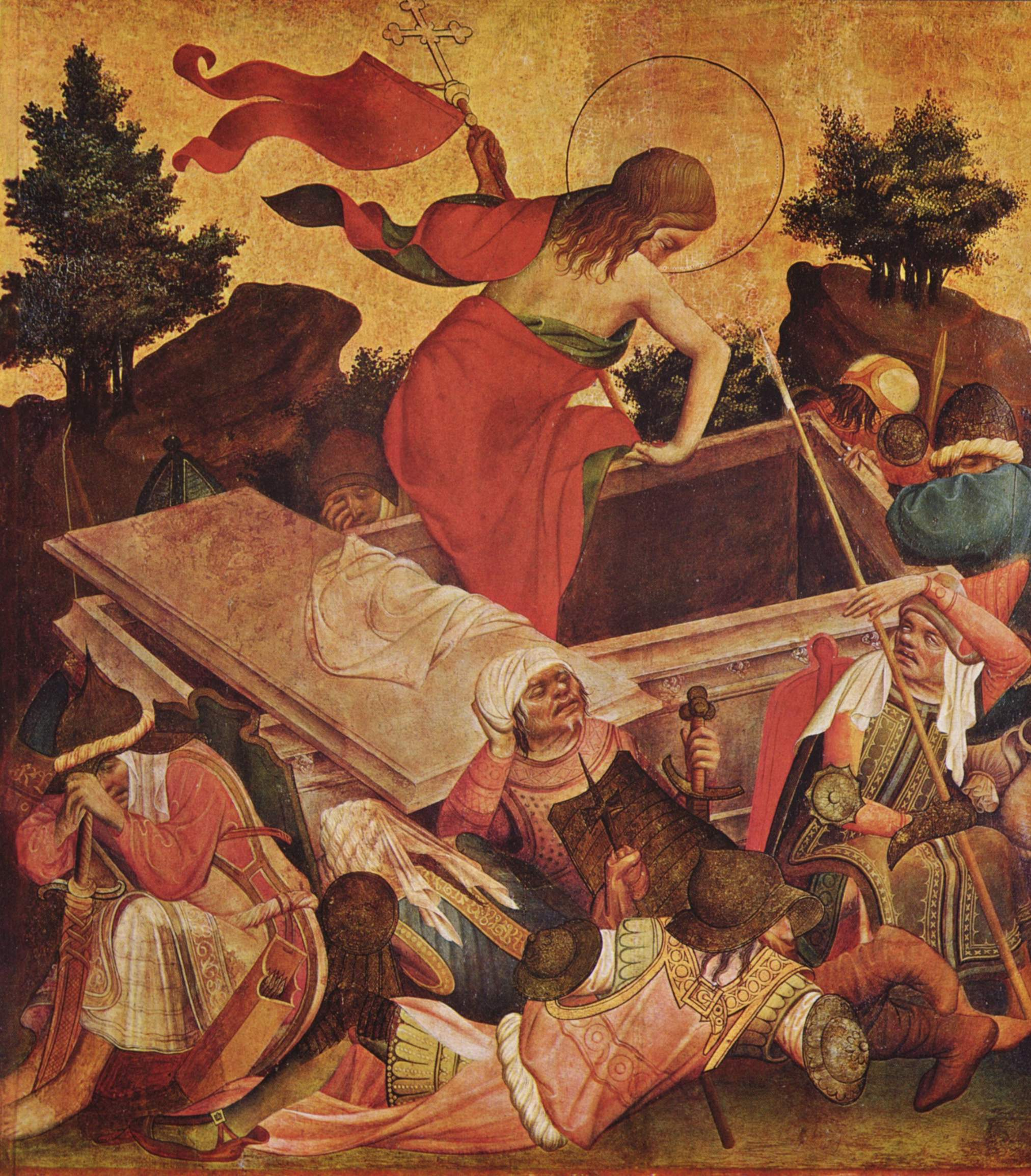
Opstanding van Jezus van Meister Francke

### Opstanding en hemelvaart
De derde dag na zijn dood ontdekten enkele voorzichtig teruggekeerde discipelen, onder wie een paar vrouwen (onder wie Maria Magdalena en nog een andere Maria) die wilden kijken of ze hem mochten balsemen, dat de grote steen was weggerold, de wachten verdwenen waren en het lichaam, met achterlating van de keurig opgerolde linnen lijkwindsels, onvindbaar was. Zowel in de evangeliën als in enkele van de brieven in het Nieuwe Testament wordt gewag gemaakt van verschijningen van Jezus aan een groot aantal (ten minste vijfhonderd) volgelingen, en van gesprekken en een laatste maaltijd met zijn discipelen.
Bij die laatste maaltijd, aan de oever van het Meer van Galilea, rehabiliteerde hij Petrus, die tijdens de rechtszaak, uit angst, tot driemaal toe omstanders had verzekerd Jezus niet te kennen. Daarna nam hij afscheid. Jezus gaf zijn discipelen de opdracht zijn blijde boodschap van vergeving van zonden door zijn dood en opstanding, waarmee een nieuw verbond tussen God en mens tot stand was gekomen, over de gehele wereld te verspreiden; en hij beloofde hen dat hij terug zou komen (de Wederkomst). Vervolgens voer hij op naar de hemel (de Hemelvaart).
Jezus heeft zijn dood en opstanding zelf meerdere malen voorzegd en het is gebeurd, precies zoals hij gezegd heeft.

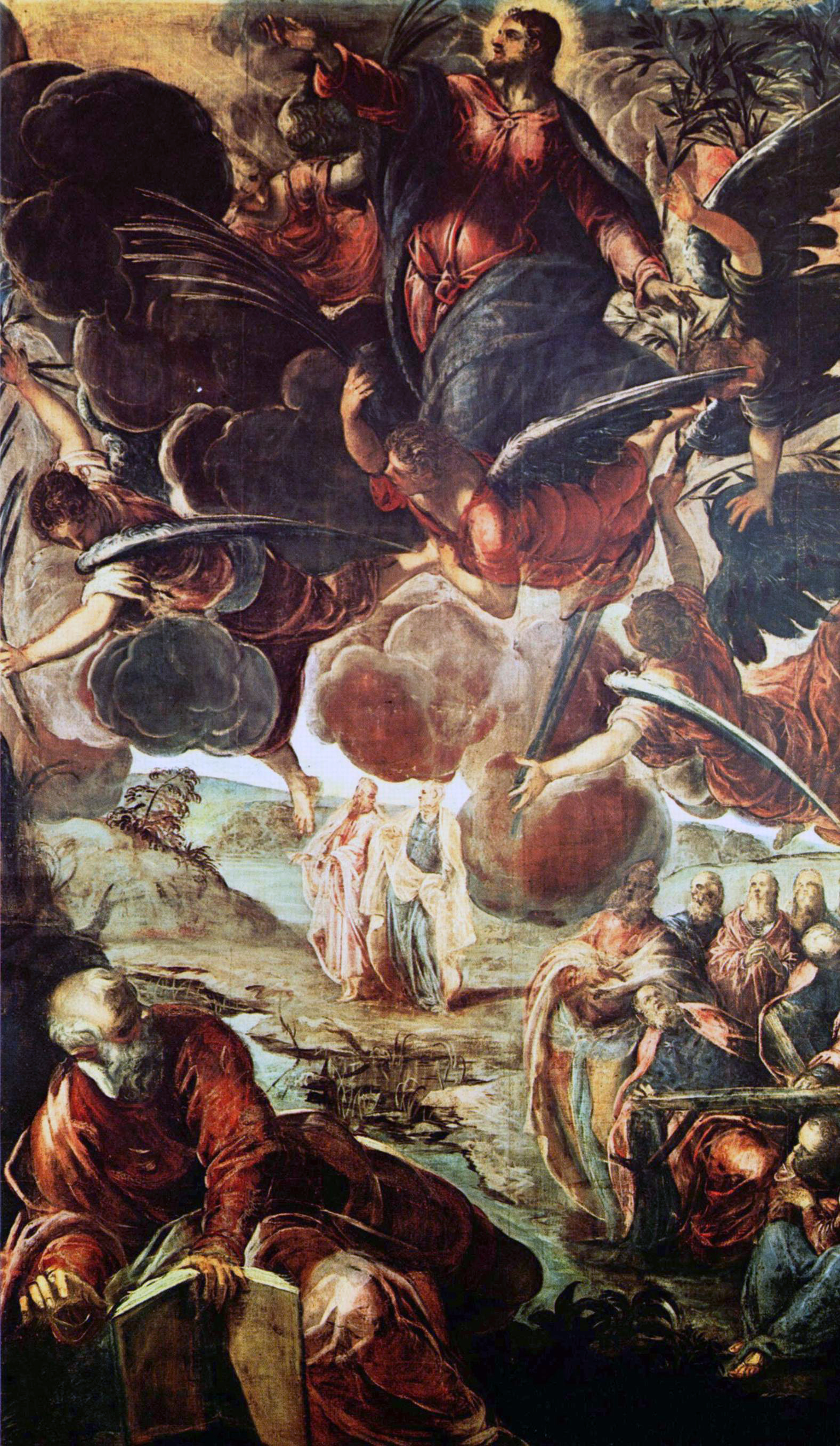
Hemelvaart van Jezus van Tintoretto

## Jezus als orthodoxe jood
Hoewel Galilea een geseculariseerde streek was, vertellen de evangelisten ons (met een paar uitzonderingen) vooral over contacten van Jezus en zijn volgelingen met joden. In de Bijbel worden allerlei dorpjes in Galilea genoemd, zoals Kana, Naïn, Bethsaïda, Magdala, Nazaret en Kafarnaüm. De grote verheidenste steden zoals Sepphoris, Tiberias, Caesarea en de steden van de Dekapolis worden niet genoemd.
Als vrome jood droeg Jezus gebedskwasten aan zijn kleed. Mogelijk had hij voortdurend een klein talliet, een gebedskleed, onder zijn mantel. De geleerden van de synagoge in Jeruzalem hadden weinig op met de volksvroomheid uit Galilea. Het was juist in die tijd dat de mondelinge wet, de misjna, zijn vorm kreeg. Jezus protesteerde tegen het feit dat sommigen de vorm belangrijker leken te vinden dan de inhoud. Hij legde vooral de nadruk op de binnenkant, het hart: Jezus raakte melaatsen, doden en onbekenden aan en genas mensen op sjabbat. Jezus' volgelingen herkenden en erkenden zijn gezag en noemden hem Rabbi, meester.

## Namen en titels voor Jezus in de Bijbel

### Namen
- Jezus komt van het Hebreeuwse ישוע (Jesjoea), wat betekent "JHWH is redding" of "JHWH redt". In het Latijn Iesus en in het Grieks Ιησους (Jèsoes).
- In het geboorteverhaal komt voor dat Jezus Immanuel (Hebreeuws voor God met ons) genoemd zou worden.[15]

### Titels
- Over zichzelf spreekt Jezus meest als Mensenzoon of Zoon des mensen,[16] maar dan opvallend genoeg altijd wel in de derde persoon.
- Messias is een Latijns en Griekse (Μεσσιας) verbastering van het Hebreeuwse משיח (‘masjiach’), wat gezalfde betekent. De zalving vond in het Oude Testament plaats bij de initiatie van priesters, profeten en koningen. In de evangeliën komt wel de vraag aan de orde of Jezus de Messias is maar de vraag wordt zelden duidelijk beantwoord.[17]
- Christus komt via het Latijn van het Griekse Χριστός ('Christos'), wat de letterlijke vertaling is van Messias (gezalfde). Dit is de dominante titel voor Jezus in de nieuw-testamentische brieven.[18]
- Af en toe wordt Jezus de Zoon van God genoemd.[19]
- In de proloog van het Bijbelboek Het Evangelie volgens Johannes, in het Nieuwe Testament, wordt hij metaforisch voorgesteld als de Logos, het Woord, waarmee tevens de scheppingskracht van God wordt bedoeld: "In het begin was het Woord, het Woord was bij God en het Woord was God. (...) Het Woord is mens geworden en heeft bij ons gewoond."[20]
- Door Johannes de Doper wordt Jezus genoemd het "Lam van God, dat de zonden van de wereld wegneemt".[21] Zelf heeft Jezus hier verscheidene malen op gewezen,[bron?] en vlak voor zijn hemelvaart heeft Jezus zijn discipelen op het hart gedrukt dat in zijn naam aan de gehele wereld vergeving van zonden gepredikt moest worden. Het was de reden waarom hij zich liet kruisigen en eveneens waarom hij verrees uit de dood. Met deze titel Lam van God wordt in wezen gerefereerd aan het Pesach-lam.
- Het Oude Testament, met name het boek Jesaja, bevat verschillende profetische gedeelten waarvan veel christenen menen dat ze op Jezus betrekking hebben. Daarin wordt hij onder meer de dienaar van de HEER genoemd. Ook worden in het Oude Testament de geboorte, geboorteplaats (Bethlehem), en afkomst (stam van Juda, Davidische lijn) van de messias voorspeld. Christenen betrekken de beschreven titel Leeuw van Juda op Jezus.

### Wat Jezus zei over zichzelf

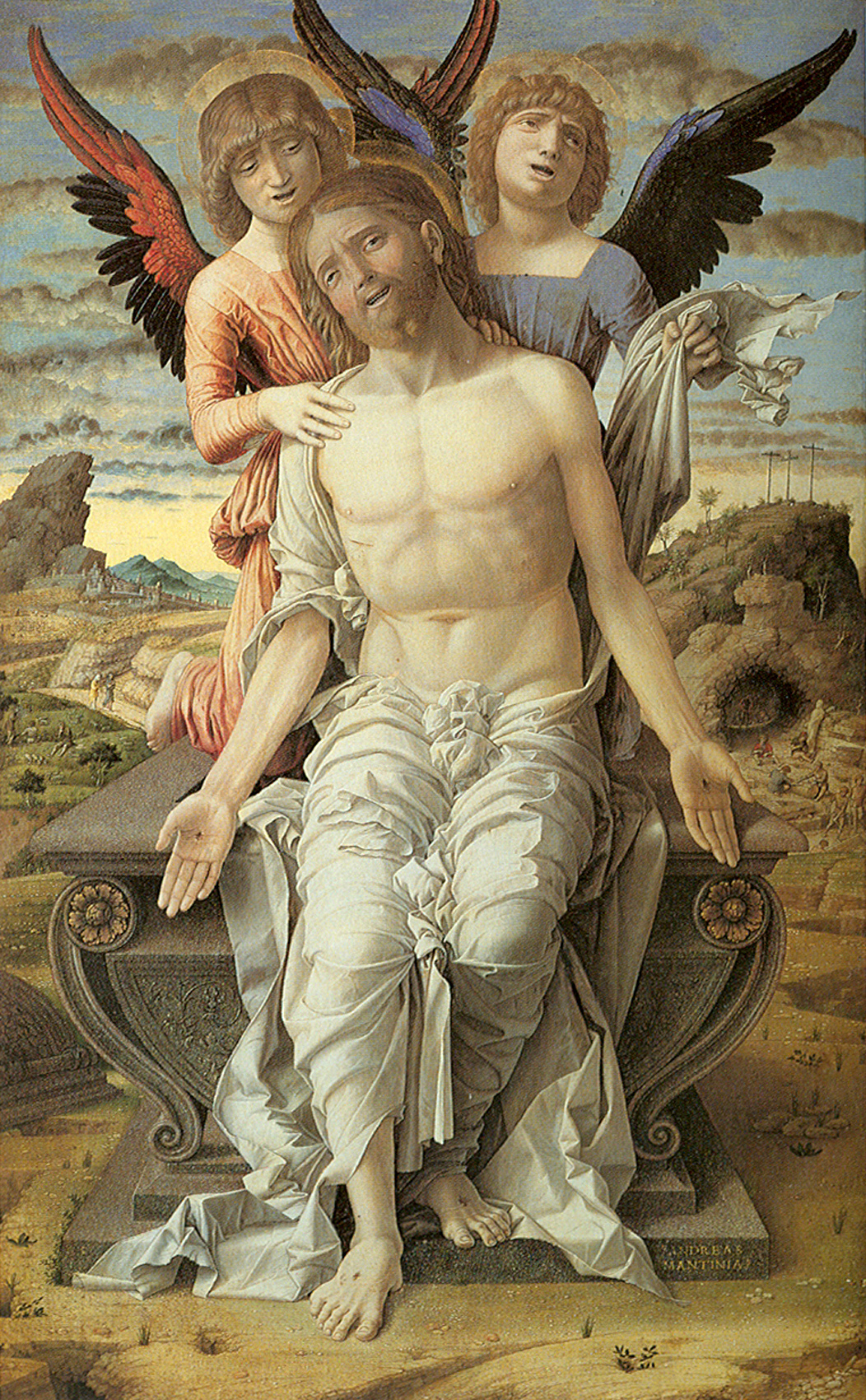
Jezus op een troon van Andrea Mantegna

In het Nieuwe Testament laat Jezus zich nadrukkelijk de Zoon (van de Vader) noemen, en ook vaak de Mensenzoon (NBG-vertaling: Zoon des Mensen). Volgens Matteüs zei hij dat hij door de Vader gezonden was: "Alles is mij toevertrouwd door mijn Vader". Dit wordt in het orthodoxe christendom geïnterpreteerd als dat hij bij God vandaan naar de mensen was gekomen, ten tweede dat hij God de Vader goed kende en ten derde dat hij zijn missie niet op eigen initiatief was begonnen, maar dat hij gehoorzaam de taak uitvoerde die de Vader hem gegeven had. Ook zegt Jezus van zichzelf dat hij er was van voordat Abraham er was.
In het laatste Bijbelboek, de Openbaring, wordt een verschijning van Jezus beschreven, waarin hij zegt: "Ik ben de alfa en de omega, het begin en het einde". Het Evangelie van Johannes geeft onder meer parabels weer, waarin Jezus nog veel meer "Ik ben"-functies op zichzelf betrekt, zoals: "Ik ben de ware wijnstok"; "Ik ben de deur"; "Ik ben de goede herder"; "Ik ben het licht voor de wereld"; "Ik ben het brood dat leven geeft". Deze claims liet hij overigens nooit op zichzelf staan, maar hij koppelde er steevast een belofte aan vast. Bijvoorbeeld: "Ik ben het licht voor de wereld. Wie mij volgt loopt nooit meer in de duisternis, maar heeft licht dat leven geeft." Zijn missie vatte hij verder samen met de uitspraak: "Ik ben de weg, de waarheid en het leven, niemand komt tot de Vader dan door mij" en: "Ik en de Vader zijn een". Maar Jezus nam ook afstand tot God: "Waarom noemt gij Mij goed? Niemand is goed dan God alleen" en: "Ik vaar op naar mijn Vader en uw Vader, naar mijn God en uw God."
Toen hij gevangen was genomen, en door de joodse Hoge Raad, het Sanhedrin, werd ondervraagd, antwoordde hij volgens Matteüs op de vraag van de hogepriester of hij de Messias, de Zoon van God was: "U zegt het. Maar ik zeg tegen u allen hier: vanaf nu zult u de Mensenzoon zien zitten aan de rechterhand van de Machtige en hem zien komen op de wolken van de hemel." Deze woorden waren voor de hogepriester en de andere aanwezige leden van het Sanhedrin voldoende om hem te beschuldigen van godslastering en hem ter dood te veroordelen. Voor een jood was namelijk het zichzelf gelijkstellen aan God de grootst mogelijke zonde en hierop stond de doodstraf.

## De opdracht van Jezus
In de drie jaar van zijn publieke optreden in Galilea en Judea, waarschuwde hij zijn vaste kern volgelingen regelmatig voor de naderende apotheose, en het onvermijdelijke afscheid. Meermalen gaf hij aan dat hij moest lijden en sterven zoals beschreven was, maar weer zou opstaan. Hiermee gaf hij aan dat hij wist waarop zijn leven zou uitlopen, maar dat hij ervoor koos om te gehoorzamen aan zijn opdracht. Dit komt dramatisch tot uiting in de hof van Getsemane, waar Jezus volgens Marcus 14:36 zichzelf in doodsangst overgeeft: "Vader, als het mogelijk is, laat deze beker dan aan mij voorbijgaan! Maar laat het niet gebeuren zoals ik het wil, maar zoals u het wilt." Bij zijn gevangenneming verzette met name Petrus zich maar Jezus belette dit volgens Matteüs met de woorden:

"Weet je niet dat ik mijn Vader maar te hulp hoef te roepen en dat hij mij dan onmiddellijk meer dan twaalf legioenen engelen ter beschikking zou stellen? Maar hoe zouden dan de Schriften in vervulling gaan, waar staat dat het zo moet gebeuren?" Toen zei Jezus tegen de omstanders: "Met zwaarden en knuppels bent u uitgetrokken om mij te arresteren, alsof ik een misdadiger ben! Dagelijks was ik in de tempel om onderricht te geven, en toen hebt u me niet gevangengenomen. Maar dit alles gebeurt opdat de geschriften van de profeten in vervulling gaan." Daarop lieten alle leerlingen hem in de steek en vluchtten weg.

Dit geeft aan dat Jezus volgens Matteüs zich ervan bewust was dat hij Gods verzoeningsplan ten uitvoer moest brengen. Hij had, als hij dat gewild had, nooit in handen hoeven te komen van de wereldlijke autoriteiten zoals het Sanhedrin of de Romeinse en Herodiaanse heersers. Bij verschillende gelegenheden, verhaald in het evangelie, toonde Jezus een bovennatuurlijke autoriteit die het de omstanders onmogelijk maakte hem iets aan te doen. Alleen bij de gevangenneming en het daaropvolgende proces maakte Jezus geen gebruik van zijn goddelijke autoriteit meer en liet hij zich als een onschuldig lam naar de slachtbank leiden zoals voorspeld door de profeten van het Oude Testament en door Jezus zelf tijdens zijn openbaar optreden volgens de evangeliën. Jezus' dood was dus geen onvrijwillig en tragisch eind van een joodse rabbi maar het door God uitgevoerde, al eeuwen van tevoren aangekondigde, reddingsplan voor de in het paradijs gevallen mens.
Na zijn opstanding vertelde Jezus volgens de evangeliën wat er verder nog zal gebeuren. Hij zei terug te zullen keren naar de Vader, vanwaar hij de gelovigen zou blijven bijstaan. Hij beloofde daarbij dat zijn volgelingen de Heilige Geest zouden ontvangen om hen verder te leiden op de weg. Ook beloofde hij zijn terugkeer naar de aarde, op een tijdstip dat de Vader zou bepalen, al gaf hij wel duidelijke kenmerken van de tijd voor zijn terugkomst: geloofsafval, liefde die verkilt, veel oorlogen en burgeroorlogen, veel epidemieën en hongersnoden en aardbevingen enzovoorts. Vlak voor zijn hemelvaart benadrukte Jezus ten overstaan van zijn discipelen het belang dat zijn boodschap van verlossing en bevrijding door vergeving van zonden, aan de gehele wereld bekend zou worden gemaakt. De andere evangeliën en Handelingen vermelden dit niet expliciet.

## Het uiterlijk van Jezus

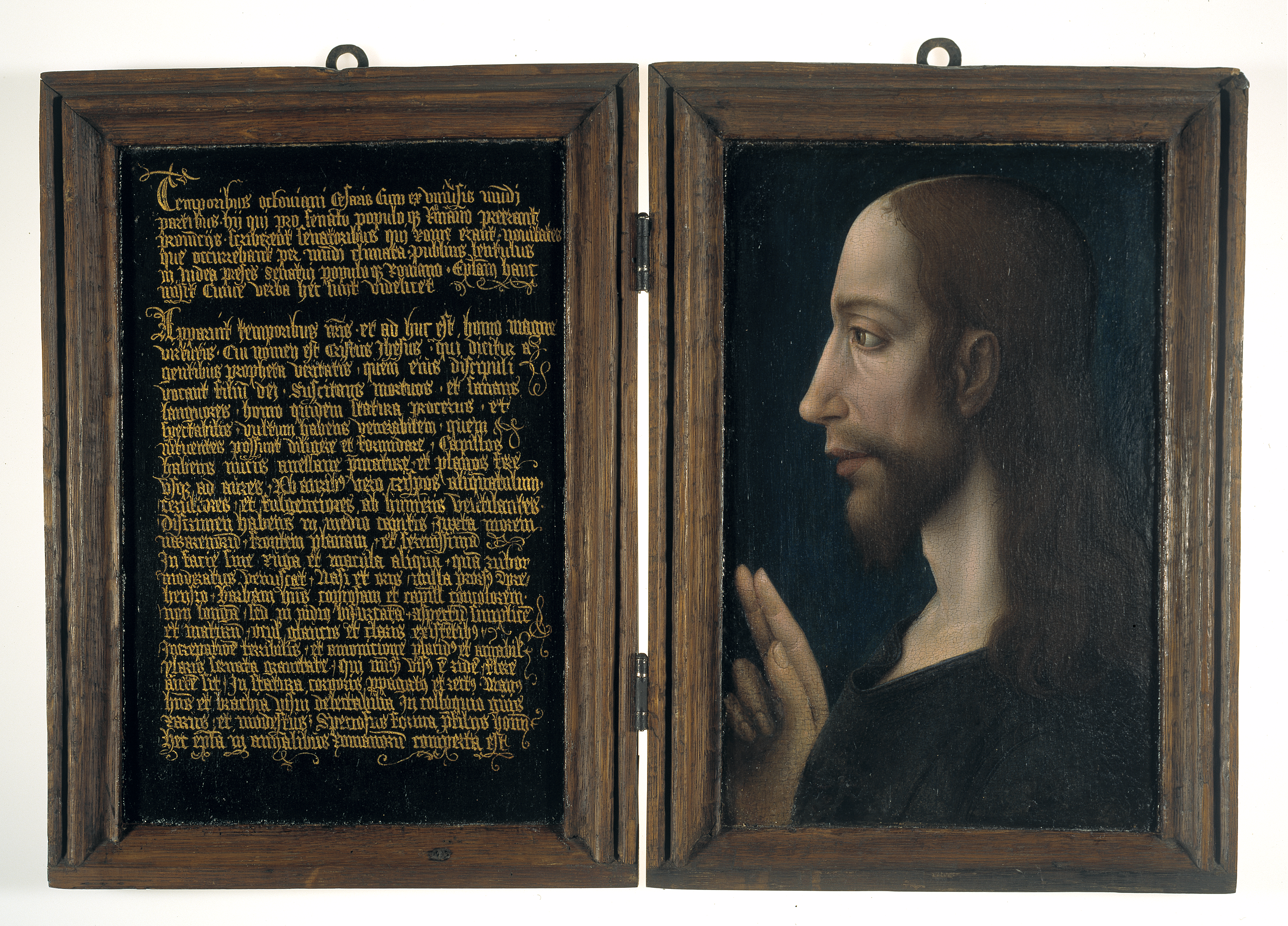
Tweeluik van een anonieme Zuid-Nederlandse kunstenaar. Eind vijftiende eeuw. Links de tekst van de brief van Lentulus. Rechts een afbeelding van Jezus.

In het Nieuwe Testament wordt bijna nergens gesproken over het uiterlijk van Jezus. Onder de joden is het verboden om portretten te maken en zodoende zijn er ook onder de eerste christenen, die veelal nog bekeerde joden waren, geen afbeeldingen overgeleverd. In de vroege christelijke kunst, in de catacomben en in de vroege Romeinse kerken als de Basilica di Santa Prassede, wordt hij vaak afgebeeld als de goede herder met een gladgeschoren gezicht, als een Apollo: een stralende jongeman in een wit gewaad. Dit was echter niet gebruikelijk onder joodse mannen die leefden rond de eerste eeuw.
In de oudste literatuur wordt bij een beschrijving van het uiterlijk van Jezus de nadruk gelegd op de fysieke onaantrekkelijkheid van Jezus. Tertullianus schreef dat het uiterlijk van Jezus veracht werd en hij een onwaardige verschijning had; Ireneüs beschreef hem als een zwak en roemloos man; in de Handelingen van Petrus wordt hij beschreven als klein en lelijk en in de Handelingen van Johannes als klein, vrijwel kaal en als iemand die er niet goed uitziet.
Pas vanaf de zesde eeuw begint dat beeld zich te wijzigen. Dan komt er een soort standaardisatie van de portrettering van Jezus tot stand en verschijnt de Jezus die tegenwoordig nog meestal wordt afgebeeld: een Europees uitziende man met volle baard en snor met halflange haren. Naar de huidige inzichten van historici droegen joodse mannen rond de eerste eeuw inderdaad vaak hun haar en baard op deze manier.
Bij schilders beginnen zich dan ook ideeën te ontwikkelen om het "ware gezicht" van Jezus weer te geven. Eeuwen later werd het idee dat dit mogelijk was versterkt door het geloof in het bestaan van de 'zweetdoek van Veronica', het 'Kleed van Edessa' die claimden een afbeelding of omschrijving van het gelaat van Jezus te bevatten. Vanaf de vijftiende eeuw had in met name Duitsland en de Nederlanden een beschrijving van Jezus in de brief van Lentulus aanzienlijke invloed.
Een poging tot reconstructie van Jezus' uiterlijk is in 2010 gedaan in opdracht van History Channel, waarbij van de laatste grafische softwaretechnieken gebruik werd gemaakt. De afbeelding op de lijkwade van Turijn werd als informatiebron gebruikt.